# Itodacne coruscus
Itodacne coruscus är en skalbaggsart som först beskrevs av Ferdinand Karsch 1881. 
Itodacne coruscus ingår i släktet Itodacne och familjen knäppare. Inga underarter finns listade i Catalogue of Life.